# Dansk Melodi Grand Prix 2024
Dansk Melodi Grand Prix 2024 var den 54. udgave af Dansk Melodi Grand Prix. Konkurrencens formål var at finde den sang, der skulle repræsentere Danmark ved Eurovision Song Contest 2024 i Malmø i Sverige.
Konkurrencen bestod af ét tv-show med otte deltagende sange der blev afviklet den 17. februar 2024 i Koncertsalen i DR Koncerthuset, med Stéphanie Surrugue og Sara Bro som værter.
Saba vandt Dansk Melodi Grand Prix 2024 med 37 % af stemmerne og skulle dermed repræsentere Danmark ved Eurovision Song Contest 2024 med sangen "Sand".
Sangen kvalificerede sig ikke til finalen ved Eurovision Song Contest. Sangen fik ikke nok point i semifinalen, og kom derfor ikke med i den endelige finale. Den kom på en 12. Plads, hvor det er de 10 lande med flest stemmer, der kvalificerer sig til den finalen. 
Dermed har Danmark ikke formået at kvalificere sig til finalen siden 2019, hvor Leonora stillede op med sangen “love is forever”.

## Deltagere
DR inviterede i efteråret 2023 danske og udenlandske sangskrivere til at sende sange ind til konkurrencen, med indsendelsesfrist 27. oktober 2023. Et bedømmelsesudvalg nedsat af DR udvalgte herefter finalisterne blandt de indsendte sange og øvrige sange indhentet særskilt i den danske musikbranche.
Deltagerne blev præsenteret 25. januar 2024 på et pressemøde i DR Koncerthuset.
| Artist       | Sangtitel             | Musik og tekst                                                                                                |
| ------------ | --------------------- | --- |
| Janus Wiberg | I Need Your Love      | Janus Wiberg, Nick Tsang, Søren Balsner, Símun Dam, Danny Baldursson, Hans Marius Weihe Ziska                 |
| Basim        | Johnny                | Frederik Nordsø, Erika Charlotte Martinez Vest, Frej Randrup Lund, Basim Moujahid                             |
| Aura Dione   | Mirrorball of Hope    | Kenneth Nicolaisen, Aura Dione, Michelle Leonard, Andres Artiles Jerrik                                       |
| UBLU         | Planetary Hearts      | Andreas Darger, Adam Spanggaard Saarup, Martina Nielsen, Marie Rørbæk, Frej Fogh Darger, Emil Frederik Emborg |
| RoseeLu      | Real Love             | Anders Bønløkke, Anders SG, Rosa Frydensbjerg, Jakob Groth Bastiansen, Joachim Ersgaard, Stine Bramsen        |
| Saba         | Sand                  | Melanie Wehbe, Jonas Thander, Pil Jeppesen                                                                    |
| Stella       | Sign Here             | Tim Schou, Sophie Darum, Søren V. Christensen                                                                 |
| CHU CHU      | The Chase (Zoom Zoom) | Nina Vejen Henriksen, Emma Lincoln, Merle Pi Madsen, Christopher Engel Snitkjær, Amy Jeyasri Larsen           |

## Afstemning
Konkurrencen blev afgjort over to afstemningsrunder.  Her blev afstemningen nulstillet, og vinderen blev fundet blandt de tre tilbageværende sange. I begge afstemningsrunder havde seerne og en ekspertjury hver halvdelen af magten. Ekspertjuryen bestod af 10 danske og 10 udenlandske Eurovision-eksperter.
De danske jurymedlemmer var Christian Pedersen, Hanne Bjørn, Harun Demirtas, Kristian Hartig, Louise Vilner Jensby, Mette Helene Christensen, Mila Milica Kovalj, Peter Mejlvang Finne, Søren Toft og Zakarias de los Reyes.

### Første runde
I første afstemningsrunde blev de otte finalister reduceret til tre sange der gik videre til anden afstemningsrunde.
Seerne kunne stemme én gang på hver sang via appen DR Grand Prix i perioden fra 10. februar til og med 16. februar 2024. Under tv-showet kunne seerne ligeledes stemme én gang på hver sang, både via appen DR Grand Prix og via SMS. De tre sange der gik videre til anden afstemningsrunde, blev fundet på baggrund af ugens og aftenens seerstemmer samt ekspertjuryens stemmer.
| Nr. | Artist       | Sang                    | Status        |
| --- | ------------ | ----------------------- | ------------- |
| 1   | Saba         | "Sand"                  | Superfinalist |
| 2   | Stella       | "Sign Here"             | Ude           |
| 3   | CHU CHU      | "The Chase (Zoom Zoom)" | Ude           |
| 4   | Basim        | "Johnny"                | Superfinalist |
| 5   | RoseeLu      | "Real Love"             | Ude           |
| 6   | UBLU         | "Planetary Hearts"      | Ude           |
| 7   | Janus Wiberg | "I Need Your Love"      | Superfinalist |
| 8   | Aura Dione   | "Mirrorball of Hope"    | Ude           |

### Anden runde
I anden runde blev afstemningen nulstillet, og vinderen blev fundet blandt de tre tilbageværende sange.
| Nr. | Artist       | Sang               | Juryens stemmer | Seernes stemmer | Procent | Placering |
| --- | ------------ | ------------------ | --------------- | --------------- | ------- | --------- |
| 1   | Saba         | "Sand"             | 22              | 15              | 37      | 1         |
| 2   | Basim        | "Johnny"           | 15              | 19              | 34      | 2         |
| 3   | Janus Wiberg | "I Need Your Love" | 13              | 16              | 29      | 3         |